# ایلویل
ایلویل (به فرانسوی: Ailleville) یک کمون در فرانسه است که در Canton of Bar-sur-Aube واقع شده‌است..

## خصوصیات
ایلویل ۵٫۰۱ کیلومترمربع مساحت و ۲۷۶ نفر جمعیت دارد و ۱۶۴ متر بالاتر از سطح دریا واقع شده‌است.